# Ipomoea clavata
Ipomoea clavata là một loài thực vật có hoa trong họ Bìm bìm. Loài này được (G. Don) Ooststr. ex J.F. Macbr. mô tả khoa học đầu tiên năm 1931.